# Mercedes-AMG F1 W13 E Performance
La Mercedes-AMG F1 W13 E Performance è una monoposto di Formula 1 realizzata dalla Mercedes per gareggiare nel campionato mondiale di Formula 1 2022.

## Contesto

### Piloti
Lewis Hamilton viene riconfermato anche per la stagione 2022, la decima consecutiva, mentre il finlandese Valtteri Bottas lascia la Mercedes dopo cinque stagioni nelle quali ha ottenuto 10 vittorie e 20 pole position per firmare con l'Alfa Romeo. Il posto di Bottas viene dunque preso dall'inglese George Russell, proveniente dalla Williams e già terzo pilota nelle stagioni precedenti: per Russell non è comunque la prima volta alla guida di una vettura di Brackley in un weekend di gara dato che ha già corso il Gran Premio di Sakhir 2020 da sostituto di Hamilton.

### Presentazione
La vettura è stata presentata il 18 febbraio 2022 con una cerimonia di presentazione presso la sede di Brackley e tramite sito web e canali social della Mercedes.

## Livrea
La W13 torna dopo due anni a sfoggiare la tradizionale livrea argentata della Mercedes. Il nero delle vetture precedenti è tuttavia ancora presente, sebbene occupando solo le ali anteriore e posteriore e il fondo della vettura. Sono ancora presenti i dettagli azzurri del title sponsor Petronas, i quali colorano la parte superiore dei flap dell'alettone posteriore e parte di quelli dell'ala anteriore nonché la striscia che percorre lateralmente la vettura nella zona nera, e alcuni particolari rossi per via dello sponsor Ineos, come l'interno delle paratie dell'ala posteriore, la parte inferiore dei flap dell'alettone posteriore e la zona dell'airscope, divisa dall'argento tramite una sottile fascia nera. Il cofano motore è punteggiato di stelle a tre punte grigie, le stesse del logo Mercedes-Benz. Infine sulla W13 è ancora presente la stella a tre punte rossa dedicata a Niki Lauda e si trova sotto l'hood scoop.
Per una migliore distinzione durante le corse, i numeri di gara dei piloti Lewis Hamilton e George Russell sono colorati diversamente: giallo fluorescente per il primo e blu per il secondo.
Per il Gran Premio di Miami, in concomitanza con il lancio di alcuni NFT organizzato con lo sponsor FTX, uno scambio di criptovaluta, le due W13 presentano una decorazione — ispirata ai gettoni non fungibili realizzati dall'artista Mad Dog Jones per Mercedes — sulle ali posteriori, sull'attacco frontale dell'Halo e sulle alette delle prese d'aria dei freni anteriori. Con l’aggiunta della nuova vernice, viene però tolta la vernice rossa all’interno degli endplate dell’ala posteriore. Quest'ultima soluzione viene utilizzata anche per le gare successive per risparmiare peso. 
Dal Gran Premio d’Azerbaigian al Gran Premio del Canada il logo della Mercedes presente sul muso viene colorato con i colori dell’arcobaleno in supporto al mese del Pride.
Per il Gran Premio del Belgio, in occasione del 55º anniversario della AMG, le due W13 sfoggiano sulle fiancate due adesivi portanumero aggiuntivi ispirati a quelli della Mercedes-Benz 300 SEL 6.8 AMG, la prima vettura da competizione realizzata dalla casa di Affalterbach, che proprio sul circuito di Spa-Francorchamps giunse seconda assoluta alla 24 Ore di Spa 1971, e, inoltre, ai lati della cellula di sopravvivenza i loghi della AMG sono contornati di nero proprio come sulla 300 SEL 6.8 AMG e sono affiancati dalle scritte «55 YEARS».
Dal Gran Premio di San Paolo scompaiono dalla livrea i loghi di FTX a causa della sospensione dell'accordo di sponsorizzazione derivato dalla crisi dell'azienda bahamense.

## Carriera agonistica

### Stagione
In accordo con i pronostici degli addetti dei lavori alla vigilia del campionato, che vedono le Frecce d'Argento come terza forza in griglia dietro una rediviva Ferrari e la Red Bull, la Mercedes si presenta in Bahrein con una vettura decisamente inferiore rispetto alla sua antenata: in prova, infatti, sia Lewis Hamilton che George Russell non fanno meglio della quinta e nona posizione, mentre in gara entrambi non sono in grado di competere per la vittoria, ma riescono a concludere sorprendentemente in terza e quarta posizione grazie anche al ritiro di entrambe le Red Bull a pochi giri dal termine.
Nel successivo Gran Premio in Arabia Saudita, la Mercedes fatica ancora a causa dei limiti della vettura, tanto che Hamilton non riesce a superare la prima manche di qualifica, venendo estromesso da Lance Stroll nell'ultimo giro disponibile: per il pluricampione iridato è la prima eliminazione al Q1 dal Gran Premio del Brasile 2017; Russell ottiene invece il sesto tempo e termina la corsa in quinta posizione, mentre Hamilton non va oltre il decimo posto, staccato di oltre un minuto dal vincitore. In Australia la squadra anglo-tedesca ottiene risultati analoghi a quelli del Bahrain grazie anche al ritiro in gara di Max Verstappen che agevola il terzo posto di Russell (al suo secondo podio in carriera, primo con la Mercedes) e il quarto di Hamilton: nonostante le evidenti difficoltà dal punto di vista prestazionale, a questo punto del campionato, la Mercedes è al secondo posto nel campionato costruttori (seppur con un notevole distacco dalla vetta occupata dalla Ferrari) mentre Russell occupa la piazza d'onore nel campionato piloti.
Ad Imola però le due W13 si ritrovano ad affrontare nuovamente un weekend difficile a partire dal venerdì dove, su pista bagnata, prima evitano l'eliminazione in Q1 per pochi millesimi e poi subiscono entrambe l'eliminazione in Q2, avvenimento che non succedeva dal Gran Premio del Giappone 2012 e che interrompe una serie di 187 Gran Premi dove almeno una delle due vetture riusciva ad accedere alla Q3; Nella Sprint Race del sabato cambia poco, con Russell che mantiene l'undicesima posizione in griglia mentre Hamilton retrocede di una casella, ritrovandosi ora quattordicesimo. Tuttavia, in gara la Mercedes riesce comunque a raccogliere punti, con Russell che è autore di una buona partenza al via  e conquista la quarta posizione finale, grazie anche a un errore di Charles Leclerc e a una difesa stremante nelle ultime tornate dagli attacchi del pilota Alfa Romeo Valtteri Bottas, mentre Hamilton rimane costantemente fuori dai punti per tutta la durata della corsa, non riuscendo a passare le vetture davanti a sé e subendo inoltre il doppiaggio dal leader prima di passare sotto la bandiera a scacchi in tredicesima posizione: per il britannico è il primo arrivo fuori dai punti dal Gran Premio d'Azerbaigian 2021. La vettura acquista poi maggior competitività nella seconda parte di stagione, riuscendo a cogliere una doppietta con Russel e Hamilton in Brasile, arrivando quasi ad insidiare la Ferrari per il secondo posto nei costruttori, obbiettivo sfumato però all'ultima gara ad Abu Dhabi.

## Piloti
| Piloti ufficiali       | Piloti ufficiali  | Piloti ufficiali |
| Nazione                | Nome              | Numero           |
| ---------------------- | ----------------- | ---------------- |
| Regno Unito (bandiera) | George Russell    | 63               |
| Regno Unito (bandiera) | Lewis Hamilton    | 44               |
| Piloti di riserva      |                   |                  |
| Nazione                | Nome              | Nome             |
| Paesi Bassi (bandiera) | Nyck de Vries     | 19               |
| Belgio (bandiera)      | Stoffel Vandoorne | 42               |

## Risultati in Formula 1
| Anno | Team            | Motore   | Gomme | Piloti   |   |    |   |    |   |   |   |   |   |     |    |   |   |     |   |   |    |   |   |   |    |     | Punti | Pos. |
| ---- | --------------- | -------- | ----- | -------- | - | -- | - | -- | - | - | - | - | - | --- | -- | - | - | --- | - | - | -- | - | - | - | -- | --- | ----- | ---- |
| 2022 | Mercedes AMG F1 | Mercedes | P     | Russell  | 4 | 5  | 3 | 4  | 5 | 3 | 5 | 3 | 4 | Rit | 4  | 3 | 3 | 4   | 2 | 3 | 14 | 8 | 5 | 4 | 1  | 5   | 515   | 3º   |
| 2022 | Mercedes AMG F1 | Mercedes | P     | Hamilton | 3 | 10 | 4 | 13 | 6 | 5 | 8 | 4 | 3 | 3   | 38 | 2 | 2 | Rit | 4 | 5 | 9  | 5 | 2 | 2 | 23 | 18* | 515   | 3º   |

| Legenda | 1º posto     | 2º posto | 3º posto    | A punti         | Senza punti/Non class.  | Grassetto – Pole position Corsivo – Giro più veloce Apice – Risultato Sprint (A punti) |
| Legenda | Squalificato | Ritirato | Non partito | Non qualificato | Solo prove/Terzo pilota | Grassetto – Pole position Corsivo – Giro più veloce Apice – Risultato Sprint (A punti) |

* – Indica il pilota ritirato ma ugualmente classificato avendo coperto, come previsto dal regolamento, almeno il 90% della distanza di gara.